# San Adrián
San Adrián – gmina w Hiszpanii, w Nawarze, o powierzchni 21,15 km². W 2011 roku gmina liczyła 6247 mieszkańców.